# Tosin Oke
Tosin Oke (né le 1er octobre 1980 à Londres) est un athlète britannico-nigérian représentant le Nigeria, spécialiste du triple saut.

## Carrière
Il se distingue lors de la saison 1999 en devenant champion d'Europe junior du triple saut à Riga avec une marque de 16,57 m. Il représente la Grande-Bretagne lors des Championnats d'Europe 2002 de Munich (6e en qualifications) et lors de la Coupe d'Europe de nations de Florence en 2003 (4e). Il se classe cinquième des Jeux du Commonwealth de 2002 avec 16,65 m.
Possédant la double nationalité, il participe sous les couleurs du Nigeria aux Championnats d'Afrique 2010 de Nairobi où il remporte le titre continental devant le Camerounais Hugo Mamba-Schlick. Il réalise à cette occasion la meilleure marque de sa carrière avec 17,22 m. En fin de saison 2010, Oke remporte le titre du triple-saut des Jeux du Commonwealth (17,16 m), à New Delhi, devançant une nouvelle fois Hugo Mamba-Schlick.
En 2015 il conserve son titre obtenu en 2011 en remportant les Jeux africains de Brazzaville avec 17,00 m.
Le 19 mars 2016, Oke termine 6e aux championnats du monde en salle de Portland avec un saut à 16,73 m.

## Palmarès
| Date | Compétition                    | Lieu             | Résultat | Marque  |
| ---- | ------------------------------ | ---------------- | -------- | ------- |
| 1999 | Championnats d'Europe juniors  | Riga             | 1er      | 16,57 m |
| 2002 | Jeux du Commonwealth           | Manchester       | 5e       | 16,65 m |
| 2010 | Championnats d'Afrique         | Nairobi          | 1er      | 17,22 m |
| 2010 | Jeux du Commonwealth           | New Delhi        | 1er      | 17,16 m |
| 2011 | Jeux africains                 | Maputo           | 1er      | 16,65 m |
| 2012 | Championnats d'Afrique         | Porto-Novo       | 1er      | 16,98 m |
| 2012 | Jeux olympiques                | Londres          | 7e       | 16,95 m |
| 2014 | Jeux du Commonwealth           | Glasgow          | 2e       | 16,84 m |
| 2014 | Championnats d'Afrique         | Marrakech        | 2e       | 16,97 m |
| 2014 | Coupe continentale             | Marrakech        | 4e       | 16,89 m |
| 2015 | Championnats du monde          | Pékin            | 8e       | 16,81 m |
| 2015 | Jeux africains                 | Brazzaville      | 1er      | 17,00 m |
| 2015 | Ligue de diamant               | Ligue de diamant | 6e       | détails |
| 2016 | Championnats du monde en salle | Portland         | 6e       | 16,73 m |
| 2016 | Championnats d'Afrique         | Durban           | 1er      | 17,13 m |
| 2016 | Ligue de diamant               | Ligue de diamant | 8e       | détails |

## Records
| Épreuve     | Épreuve   | Performance | Lieu       | Date            |
| ----------- | --------- | ----------- | ---------- | --------------- |
| Triple saut | Plein air | 17,23 m     | Calabar    | 23 juin 2012    |
| Triple saut | En salle  | 16,89 m     | Birmingham | 20 février 2010 |